# إيتزان إسكاميلا
إيتزان إسكاميلا (بالإسبانية: Itzan Escamilla)‏ ممثل إسباني ولدُ في مدريد، إسبانيا في عام 31 أكتوبر 1998، يُعرف بدوره صامويل في مسلسل النخبة من أنتاج نتفليكس.

## حياته الفنية
درس التمثيل في مدريد، في مدرسة كريستينا روتا، عمل في المسلسل التلفزيوني الإسباني «فيكتور روس» الذي تم بثه عام 2016 حيث لعب دور جوان، في 5 أكتوبر 2018 عرضت عليه نتفليكس لأول مرة دور صامويل غارسيا وهو مراهق، بعد انهيار مدرسته حصل على منحة للدراسة في مدرسة مرموقة للأغنياء.

## روابط خارجية
- إيتزان إسكاميلا على موقع IMDb (الإنجليزية)
- إيتزان إسكاميلا على موقع ألو سيني (الفرنسية)
- إيتزان إسكاميلا على موقع قاعدة بيانات الفيلم (الإنجليزية)